# Diocesi di Elicroca
La diocesi di Elicroca (in latino: Dioecesis Eliocrocensis) è una sede soppressa e sede titolare della Chiesa cattolica.

## Storia
Elicroca fa riferimento all'antica città romana di Eliocroca, che corrisponde all'attuale Lorca nella regione della Murcia. Fu sede di un'antica diocesi della Spagna, suffraganea dell'arcidiocesi di Toledo. Unico vescovo conosciuto è Successo, presente al concilio di Elvira agli inizi del IV secolo.
Dal 1969 Elicroca è annoverata tra le sedi vescovili titolari della Chiesa cattolica; dal 14 ottobre 2004 il vescovo titolare è Matthias König, vescovo ausiliare di Paderborn.

## Cronotassi

### Vescovi
- Successo † (inizi del IV secolo)

### Vescovi titolari
- Paul Clarence Schulte † (3 gennaio 1970 - 17 febbraio 1984 deceduto)
- Héctor Julio López Hurtado, S.D.B. (15 dicembre 1987 - 29 ottobre 1999 nominato vescovo di Granada in Colombia)
- Manuel Neto Quintas, S.C.I. (30 giugno 2000 - 22 aprile 2004 nominato vescovo di Faro)
- Matthias König, dal 14 ottobre 2004